# Cistinuria
La cistinuria è una malattia genetica autosomica recessiva caratterizzata dall'accumulo e dalla formazione di calcoli di cistina nel rene, nell'uretere e nella vescica.

## Epidemiologia e storia
L'incidenza della malattia è stimata in un caso ogni 10 000 abitanti, rendendola la più comune delle malattie genetiche caratterizzate da un difetto di trasporto degli aminoacidi.

Trasmissione nelle malattie genetiche autosomiche recessive.

Venne categorizzata da Archibald Edward Garrod tra le quattro classiche malattie caratterizzate da un errore congenito del metabolismo, insieme ad alcaptonuria, albinismo e pentosuria (la cosiddetta tetrade di Garrod).

## Eziopatogenesi
Essendo una malattia genetica autosomica recessiva è necessario che entrambi in genitori siano portatori di almeno un gene mutato affinché il loro figlio possa essere affetto. Nel caso di eterozigosi, tuttavia, è possibile che il riassorbimento renale della cistina non sia normale.
La cistinuria è causata da una mutazione dei geni SLC3A1 e SLC7A9, che codificato per due parti di una proteina di membrana localizzata principalmente a livello renale. In conseguenza della mutazione è presente un difettoso meccanismo di trasporto transepiteliale nel riassorbimento della cistina e degli aminoacidi dibasici (lisina, arginina e ornitina) nel rene e nell'intestino.
Normalmente questo trasportatore permette il riassorbimento nel torrente circolatorio di tali aminoacidi, in luogo della loro escrezione per via renale. Nella forma mutata la proteina non è in grado di riassorbirli, permettendo una loro concentrazione all'interno dell'urina già a livello del tubulo contorto prossimale. Una volta raggiunto un valore critico di concentrazione la cistina precipita in cristalli e, successivamente, in calcoli localizzati lungo le vie urinarie. Gli altri amminoacidi che non vengono riassorbiti, viceversa, non formano cristalli.
Le mutazioni in eterozigosi, cioè su un solo allele, del gene SLC3A1 solitamente non danno luogo ad alterazioni nell'escrezione di cistina; al contrario, le mutazioni in eterozigosi di SLC7A9 possono associarsi a un'alterazione nel riassorbimento di questo aminoacido con gravità variabile dal normale fino ai livelli degli omozigoti.

### Classificazione
La classificazione attualmente utilizzata è stata proposta per la prima volta nel 2005. A seconda degli alleli coinvolti si distinguono 3 tipi di cistinuria, denominati rispettivamente A, B e AB.
- Tipo A: dipende da mutazioni in entrambi gli alleli (omozigosi) del gene SLC3A1, localizzato sul cormosoma 2.
- Tipo B: mutazioni in omozigosi del gene SLC7A9, localizzato sul cromosoma 19.
- Tipo AB: mutazioni su un allele del gene SLC3A1 e uno del gene SLC7A9 (doppia eterozigosi).

I tre tipi descritti rappresentano rispettivamente il 38%, il 47% e il 14% dei casi di cistinuria.

## Clinica

### Segni e sintomi
La malattia rimane normalmente asintomatica fintanto che non si formano dei calcoli. Una volta che il calcolo o i calcoli si sono formati la sintomatologia è quella classica della calcolosi renale:
- nausea
- vomito
- dolore tipo colica
- talvolta ematuria

La patologia si può talvolta complicare in senso ostruttivo, fino a causare idronefrosi, oppure in senso infettivo, generando una pielonefrite.
Alcuni pazienti possono andare incontro a dolore cronico localizzato a uno o a entrambi i reni, in conseguenza delle cicatrici lasciate dagli angoli dei calcoli quand'essi vengono rimossi più volte chirurgicamente. Il dolore necessita spesso di intervento medico o chirurgico, tramite somministrazione di analgesici, a volte direttamente alle radici dei nervi appartenenti ai neuromeri T11, T12 e T13.
Sovrastante al dolore cronico si situa l'esacerbazione dovuta al continuo passaggio dei calcoli. Causando la cistinuria una calcolosi renale recidivante, gli accessi al pronto soccorso sono numerosi e questi pazienti possono venir erratamente inquadrati come ipocondriaci o persone in cerca di sostanze stupefacenti.
La cistinuria aumenta il rischio di malattia renale cronica.

### Esami di laboratorio e strumentali
I cristalli di cistina sono di forma esagonale e traslucidi, e possono essere osservati tramite microscopia ottica sulle urine dopo colorazione al nitroprussiato di sodio.
I calcoli di cistina non sono solitamente visibili né alla radiografia, né all'ecografia, mentre sono visualizzabili mediante TC.
L'iter diagnostico prevede l'esecuzione di un esame del sangue (emocromo, glicemia, creatininemia e urea), di un esame delle urine con ricerca microscopica dei cristalli e di un'indagine radiologica o ecografica per escludere altri tipi di calcolosi. Successivamente possono essere eseguite analisi del genotipo per la ricerca di eventuali mutazioni.

## Trattamento

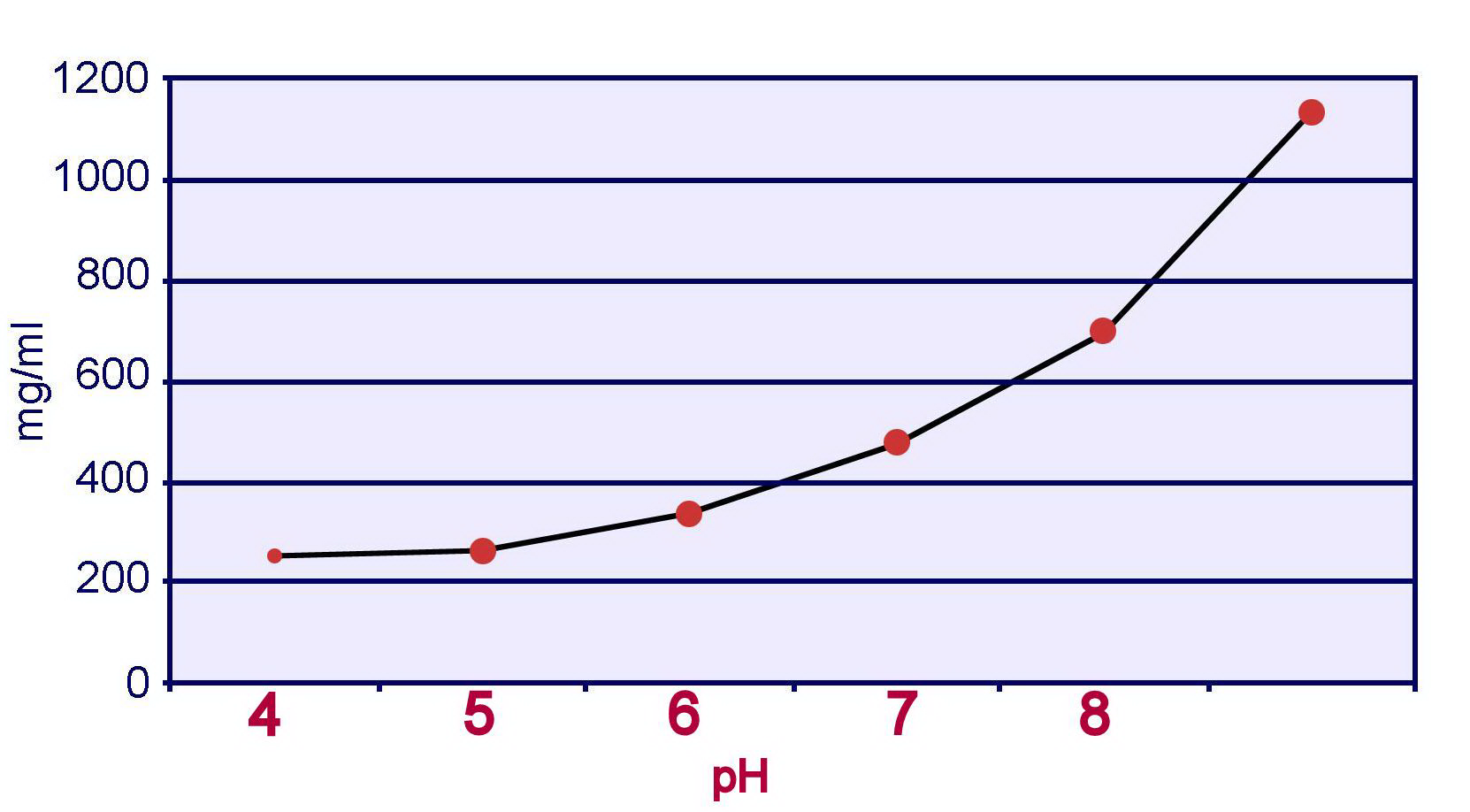
All'aumentare del pH delle urine aumenta la solubilità della cistina, riducendo la probabilità di formazione di calcoli.

Il trattamento iniziale prevede un'adeguata idratazione, l'alcalinizzazione delle urine con citrato di sodio e l'imposizione di una dieta povera di sale e di proteine, soprattutto metionina.
Nel caso il trattamento fallisca si procede alla terapia chelante con penicillamina, una molecola che si lega alla cistina formando complessi solubili.
Nel caso i calcoli si siano già formati la terapia consiste nella distruzione fisica dei calcoli mediante litotrissia extracorporea, endoscopica o chirurgica.
È stato suggerito che la somministrazione profilattica di L-cistina-dimetilestere possa prevenire la formazione dei calcoli.

## Negli animali
Questa malattia è stata riconosciuta possibile sono in tre specie di mammiferi: l'uomo, il cane domestico e il crisocione del Sud America.
La presenza di calcoli di cistina è stata dimostrata, soprattutto nel sesso maschile, in circa settanta specie canine.